# Buried (episodio de Breaking Bad)
"Buried" es el décimo episodio de la quinta temporada de la serie dramática de televisión estadounidense Breaking Bad, y el episodio 56 en general de la serie. Escrito por Thomas Schnauz y dirigido por Michelle MacLaren, se estrenó en AMC en los Estados Unidos y Canadá el 18 de agosto de 2013.

## Trama
A altas horas de la noche, un anciano, recogiendo el dinero que ha tirado Jesse, lo descubre aparcado en un parque infantil y dando vueltas distraídamente en una rotonda. Mientras tanto, después de su confrontación con Hank, Walter intenta desesperadamente llamar a Skyler, pero no puede comunicarse ya que ve que Hank ya está hablando por teléfono con ella. Walt se apresura a ir al lavado de autos, pero Skyler ya se fue para encontrarse con Hank en un restaurante. Aunque entiende que Skyler es una víctima, Hank, sin darse cuenta, revela que el cáncer de Walt ha regresado e intenta sin éxito conseguir su ayuda para construir un caso contra Walt. Skyler, sin embargo, sospecha que Hank ha convertido en una misión personal condenar a Walt y le preocupa que realmente no se preocupe por sus mejores intereses. Luego entra en pánico y deja el restaurante.
Walt va a la oficina de Saul Goodman, enojado porque Skyler fue con Hank antes de hablar con él. Cuando Saul pregunta si Walt ha considerado matar a Hank, Walt lo reprende y le recuerda que Hank es familia. Corriendo para esconder su dinero, Walt hace que Kuby y Huell vayan a la bodega y se lo entreguen en siete contenedores. Luego conduce a la reserva india Tohajiilee y pasa el día enterrándolo. Mientras tanto, Marie, ya enterada de los actos de Walt, va a la casa y confronta a Skyler sobre si es verdad todo lo Hank descubrió. Después de inferir de que Skyler sabía sobre las actividades de Walt antes de que le dispararan a Hank, Marie la abofetea, a pesar de los intentos de Skyler de disculparse entre lágrimas. Marie intenta irse con Holly provocando un forcejeo entre hermanas, pero Hank entra en la casa y le pide a Marie que la devuelva. En el coche, Marie le dice a Hank que "tiene que atrapar" a Walt.
Walt regresa tarde a casa y coloca un boleto de lotería en la puerta del refrigerador; sus números corresponden a las coordenadas GPS de los bidones enterrados. Sin responder al cuestionamiento de Skyler, un Walt exhausto se derrumba. Cuando despierta, Walt se ofrece a entregarse con la condición de que el dinero se quede para sus hijos. En cambio, Skyler le dice a Walt que deben guardar silencio y señala que Hank no tiene pruebas. En otra parte, Lydia se enfrenta a Declan, que ahora cocina y suministra metanfetamina, en su laboratorio en el desierto. Ella critica los malos estándares y las condiciones de trabajo, pero Declan rechaza su sugerencia de contratar a Todd, el antiguo protegido de Walt para que pueda cocinar de la forma más parecida a Walter. A instancias de Lydia, Todd y su tío Jack llegan y masacran a Declan y sus hombres antes de hacerse cargo de la operación.
Hank le confiesa a Marie que no se acercará a la DEA hasta que tenga evidencia confiable para detener a Walt, ya que cree que su carrera terminará si revela su sospecha infundada de que Heisenberg es en realidad su cuñado. Marie insiste en poner a la DEA en el caso, preocupada por cómo pueden responder si se enteran de que Hank ocultó su descubrimiento. Hank regresa al trabajo, donde Gomez revela que Jesse está detenido y bajo interrogatorio por los fajos de dinero que repartió. Hank, al darse cuenta de la conexión de Jesse con Walt, mantiene su descubrimiento en secreto y pide tiempo a solas para hablar con él.

## Producción
La escena del entierro de Walt está en tierra Navajo, el mismo lugar donde Walt y Jesse hicieron su primer lote en el RV. La latitud y la longitud que se muestran en el receptor GPS de Walt y en el boleto de lotería son, de hecho, las coordenadas de la ubicación de Albuquerque Studios donde se filmó la serie.

### Dedicación
El episodio está dedicado a Thomas Schnauz Sr., padre del escritor del episodio y productor de la serie.

## Música
La canción que suena en la escena donde Walt entierra el dinero es el remix de Chancha Vía Circuito del "Quimey Neuquén" del argentino José Larralde.

## Recepción

### Audiencia
El episodio fue visto por 4,77 millones de personas en su transmisión original, por debajo de los 5,92 millones del episodio anterior, el máximo hasta ese momento de la serie.

### Reseñas
TVLine le dio a Anna Gunn una mención de honor en su función "Artista de la semana" por su actuación en este episodio.
En 2019, The Ringer clasificó a "Buried" en el puesto 52 en su ranking de episodios de la serie.

### Elogios
Thomas Schnauz fue nominado para el premio Writers Guild of America Award for Television: Episodic Drama por este episodio.